# Mateus Gonçalves
Mateus Gonçalves Martins, mais conhecido como Mateus Gonçalves, (Belo Horizonte, 28 de setembro de 1994), é um futebolista brasileiro que atua como atacante. Atualmente, joga pelo Athletic.

## Carreira

### Ceará
Com pouco espaço no Fluminense, Mateus Gonçalves foi emprestado ao Ceará, até o final de 2019. O jogador afirmou que recebeu propostas de outros clubes da cidade de Fortaleza, apesar da diretoria do Fortaleza negar contato. Assim, no final de 2019, o Ceará Sporting Club contratou o jogador em definitivo, comprando em torno de 40% do passe do atleta, assinando até o final de 2021. Desta maneira, o atacante de 25 anos, que fez apenas 4 gols em 2019 em 24 partidas pelo Ceará .

### Cerro Porteño
No dia 22 de janeiro de 2021, Mateus Gonçalves foi confirmado como novo reforço do Cerro Porteño, do Paraguai, a equipe desembolsou US$ 420 mil (cerca de R$ 2,3 milhões na cotação atual) pelos 40% de direitos do Ceará.

## Títulos
Ceará
- Copa do Nordeste: 2020

Cerro Porteño
- Campeonato Paraguaio: 2021

Vitória
- Campeonato Brasileiro - Série B: 2023
- Campeonato Baiano: 2024
- Pachuca
- Copa dos Campeões da CONCACAF:2017